# Твирдинці
Твирди́нці (болг. Твърдинци) — село в Тирговиштській області Болгарії. Входить до складу общини Тирговиште.

## Населення
За даними перепису населення 2011 року у селі проживали 135 осіб, з них 133 особи (99,3%) — турки.
Розподіл населення за віком у 2011 році:
Динаміка населення: